# Vattenpolo vid olympiska sommarspelen 1904
Vid olympiska sommarspelen 1904 avgjordes en turnering i vattenpolo. Turneringen hölls mellan 5 och 6 september 1904 i Forest Park. Antalet deltagare var 21 tävlande i 3 lag från 1 land.

## Medaljfördelning
| Medaljfördelning |        |      |        |       |        |
| Placering        | Nation | Guld | Silver | Brons | Totalt |
| 1                | USA    | 1    | 1      | 1     | 3      |

## Medaljörer

### Herrar
| Gren       | Guld | Silver | Brons |
| Vattenpolo | USA · New York Athletic Club · David Bratton · George Van Cleaf · Leo Joseph Goodwin · Louis Handley · David Hesser · Joseph Ruddy · James Steen | USA · Chicago Athletic Association · Rex Beach · Jerome Steever · Edwin Swatek · Charles Healy · Frank Kehoe · David Hammond · William Tuttle | USA · Missouri Athletic Club · John Meyers · Manfred Toeppen · Gwynne Evans · Amedee Reyburn · Fred Schreiner · Augustus Goessling · William Orthwein |